# Червоний Ровець
Червоний Рове́ць — село в Україні, у Старосілецькій сільській територіальній громаді Житомирського району Житомирської області. Населення становить 9 осіб (2001).